# Trinidad (Cuba)
Trinidad es un municipio y una ciudad cubana de la provincia de Sancti Spíritus. Está ubicado en la región central de la isla, específicamente en el suroeste de la provincia. 

## Historia
La villa de la Santísima Trinidad fue la tercera villa fundada por la Corona española en Cuba, probablemente a principios de 1514. Aunque no hay fecha exacta de su fundación se cree ocurrió en el período entre el 23 de diciembre de 1513, fecha de la primera misa en tierras trinitarias al 4 de enero de 1514, fecha en la que algunos autores fechan su fundación. La villa se fundó con la presencia del adelantado Diego Velázquez de Cuéllar, y fue evolucionando con rapidez, lo cual le posibilitó ser una de las más prósperas de la mayor de las Antillas.

Sin embargo, a solicitud del entonces historiador oficial de Trinidad, Carlos Joaquín Zerquera y Fernández de Lara, y al no haber hasta la fecha documento que sustente tal momento de fundación, la Asamblea Municipal del Poder Popular, máximo órgano de gobierno local, aprobó que la celebración oficial se efectuara el segundo domingo de enero de cada año.

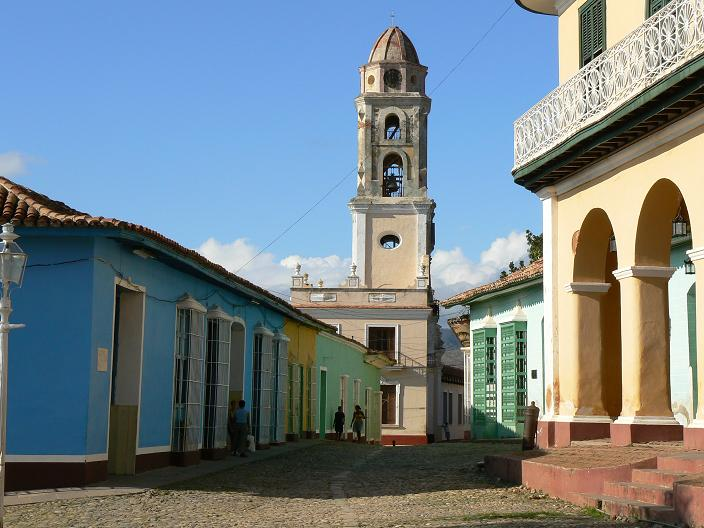
Vista del centro histórico de Trinidad.

La labor de conservación y restauración emprendida por los especialistas de esta zona del centro sur de Cuba, y el amor que profesan a su ciudad sus habitantes, propició que sea una de las ciudades coloniales mejor conservadas no solo de Cuba, sino también de América, e inscribirse en la Lista del Patrimonio Mundial de la Humanidad por la Unesco junto al Valle de los Ingenios en 1988, una zona donde prosperó la industria azucarera con la llegada de las familias Iznaga, Borrell y Brunet hacia la mitad del siglo XIX.
Esta producción azucarera, que enriqueció a los dueños de esos ingenios, hizo que surgieran tanto en Trinidad como en el Valle, casonas y palacetes que hoy son orgullo de la cultura cubana. La fecha de su fundación se celebra cada año con una Semana de la Cultura Trinitaria. Estas celebraciones comenzaron en el año 1974; en enero de 2009 se festejó el cumpleaños 495 de la ciudad.
En enero de 2014 la ciudad celebró sus 500 aniversarios de fundada con variadas actividades entre las que se destacan la Gala Fundacional, la Misa de Acción de Gracias por la villa y la Asamblea Solemne de la Asamblea Municipal del Poder Popular. En enero de 2019 Trinidad arribó a sus 505 años.
El día 15 de septiembre de 2018 Trinidad fue proclamada Ciudad Artesanal del Mundo, siendo la primera ciudad de Cuba en poseer tan alta distinción. 
El día 30 de octubre de 2019, la ciudad de Trinidad fue declarada por la UNESCO como Ciudad Creativa del Mundo en Artesanía y Artes Populares, convirtiéndose así en la primera ciudad de Cuba en poseer esta condición en tales acápites.

## Geografía física

### Flora
En la zona montañosa la vegetación predominante es seminatural, debido a que ha sido replantada en su mayoría, conformada por bosques, matorrales y herbazales, aunque en Topes de Collantes, encontramos bosques mesófilos submontanos, siempre verdes y semicaducos o de hoja semicaduca. En estos abundan el pino macho (Pinus caribaea), el eucalipto (Eucalyptus saligna), el mantequero (Magnolia cubensis) y el cuajaní (Prunus occidentalis).
Esta tupida flora alterna con las plantaciones de café (Coffea arabica), cultivadas a la sombra de las albizias (Albizia berteriana), casuarinas (Casuarina fraseriana), guamos (Inga vera) y pinos entre otras especies.

### Fauna

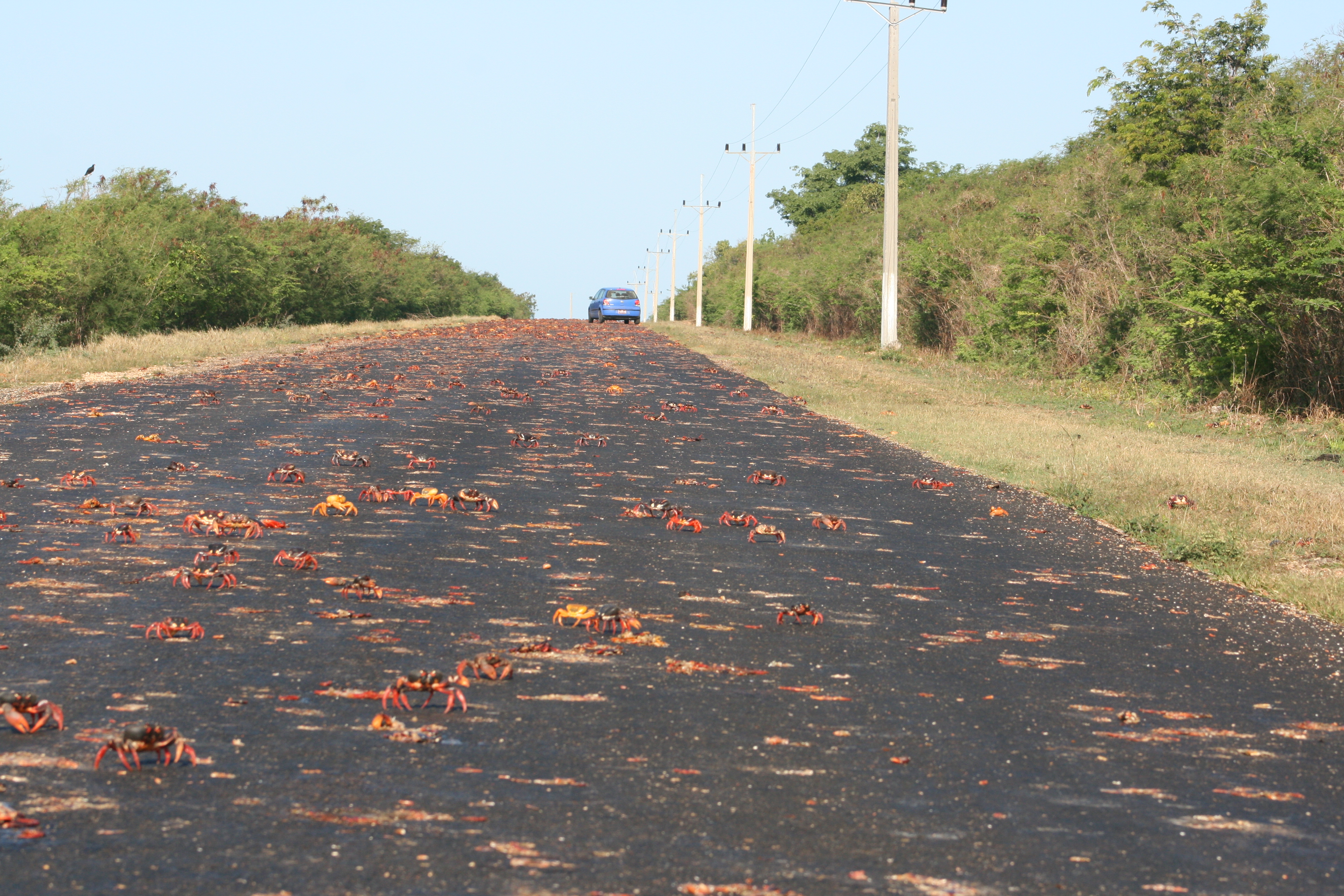
Corrida de cangrejos, en una carretera cercana.

El municipio de Trinidad pertenece al distrito ecológico Cuba Central, dividido en dos subdistritos: Guamuhaya y la Costa de Cienfuegos a Trinidad. Con una rica fauna compuesta entre otros por especies de invertebrados, peces, anfibios, reptiles, aves y mamíferos, algunos de ellos endémicos o con características únicas, como es el caso de la más pequeña de las aves: el zunzuncito (Mellisuga helenae), el más pequeño de los anfibios: el sapito (Sminthillus limbatus), o uno de los mamíferos más pequeños: el murciélago mariposa (Natalus lepidus).
Los moluscos son variados y abundantes, entre los que se destacan la Sacrysia petitiana y los caracoles del género Polymita. En las costas son característicos el cobo (Strombus gigas) y el ostión (Ostrea rizophorse), este último fuertemente afectado hasta casi desaparecer por la contaminación provocada por los vertidos tóxicos en el río Agabama durante la década de 1980, realizados por las centrales Ramón Ponciano, F.N.T.A. y la Papelera Pulpa Cuba.
Las cotorras (Amazona leucocephala), pericos (Aratinga euops), carpinteros (Colaptes ferdandinae) y los tomeguines del pinar (Tiaris canora) son las aves más abundantes.

## Fiestas tradicionales

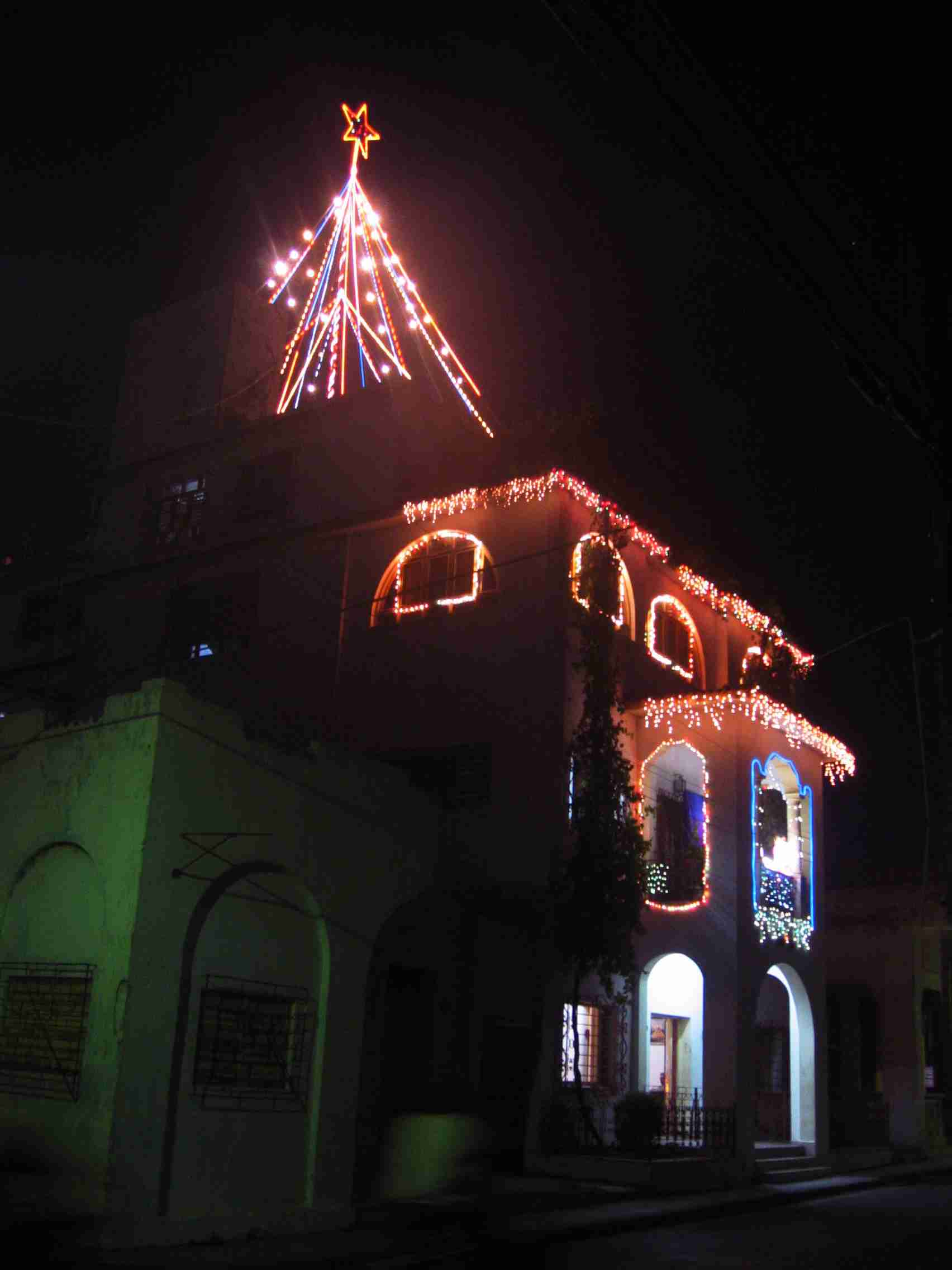
Decoración navideña.

### La Candelaria

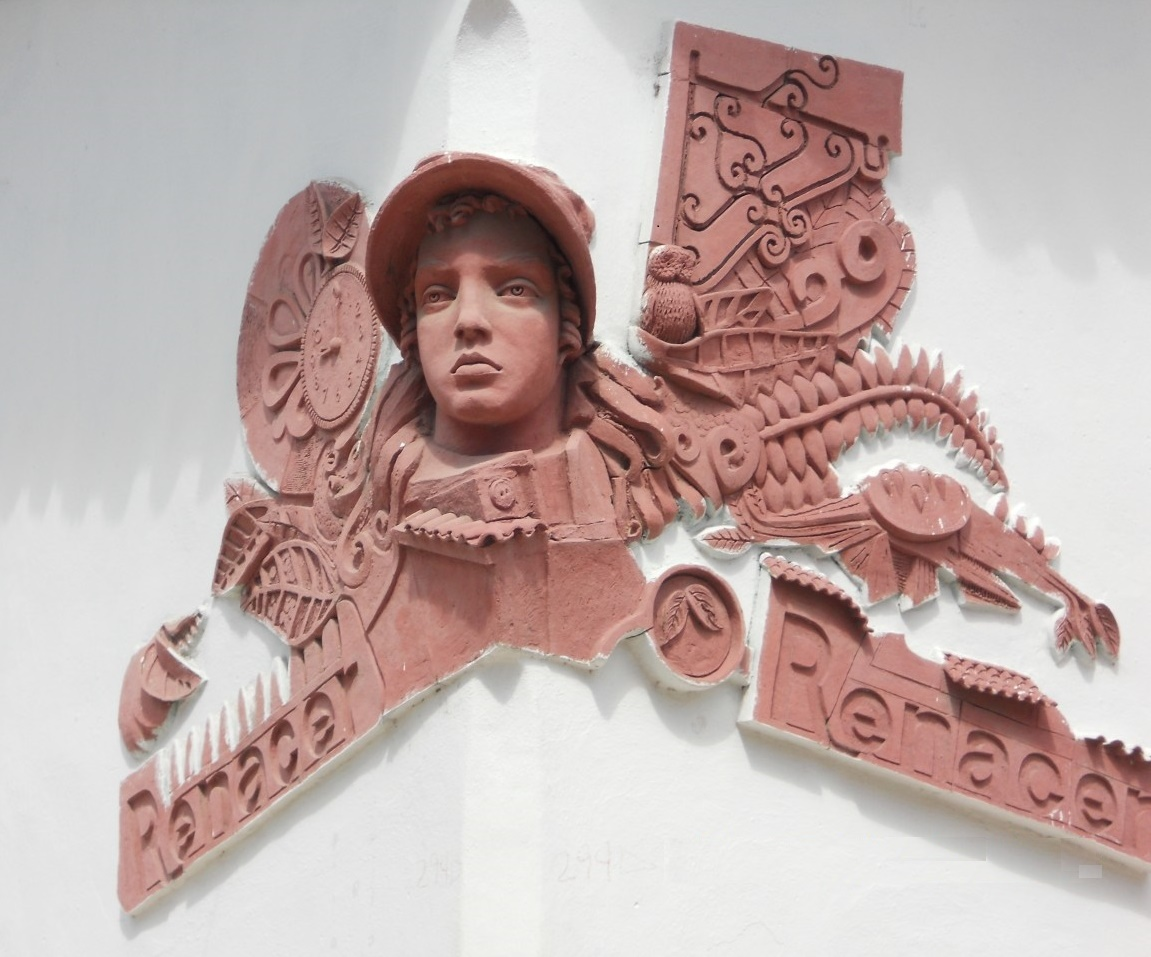
Trinidad posee una reconocida tradición alfarera.

Fiesta tradicional que se celebra entre la población campesina, se efectúa el 2 de febrero en el poblado de Condado, es de origen canario y con basamento en la fe católica. Su celebración consiste en una gran feria donde se ofertan productos de todo tipo: artesanales, industriales, comidas, bebidas. Se realizan procesiones, bautizos colectivos, fiestas particulares, juegos de azar, y peleas de gallos, que en la actualidad están prohibidas, también se efectúa el 17 de diciembre el Día de San Lázaro, donde toda Cuba va a cumplir sus promesas que hacen.

### San Blas
Esta fiesta se realiza el día 3 de febrero en el poblado de Caracusey con idénticos antecedentes y características que La Fiesta de la Candelaria.

### La Cruz de Mayo
Celebrada en la comunidad de San Pedro del Palmarejo, se basa en la antigua tradición que decía que si el santo era sacado a la calle en procesión terminaría la sequía y comenzarían las lluvias. Tiene las características de las fiestas campesinas cubanas con mucha comida y ron en abundancia.

### San Juan (carnaval)
Son las fiestas populares con mayor vigencia y las más celebradas en Trinidad. Tiene origen en la Madre patria.
En Trinidad al principio se celebraban los días de Carnestolendos o Triduo en el mes de febrero, esto cambió por problemas en la zafra y se decidió pasarlo a junio. El 30 de mayo se celebra el San Fernando, una especie de Halloween antillano donde todos se disfrazaban. Entre el 12 y el 21 de junio se celebran las fiestas de San Antonio, a partir de 1820 las fiestas sanjuaneras quedaron oficialmente dentro del período comprendido del 30 de mayo al 30 de junio, pero algunos pobladores extienden sus fiestas hasta el Santiago y Santa Ana los días 25 y 26 de julio.
Antiguamente, estas festividades, enmarcadas en lo que se ha denominado Temporada Sanjuanera comprendían las siguientes fechas y actividades:
- 30 de mayo: Disfraces, bailes y presentación de los aspirantes a Reina y Damas, luego Estrellas y Luceros. Esta elección dejó de hacerse hace muchos años.
- 12 de junio: Procesión del cabildo de San Antonio hasta la Iglesia de San Francisco de Paula para dejar la imagen allí toda la noche (actualmente toque en el cabildo víspera del Santo Patrón).
- 13 de junio: Procesión hasta el cabildo para comenzar el toque hasta el día 21. Durante todo el día salida de la culebra por los diferentes barrios de la ciudad. Actualmente realización del novenario del cabildo.
- 20 al 22 de junio: Baile para ofrecer los resultados del escrutinio o resultado de la elección de la Reina y sus Damas.
- 24 de junio, Día de San Juan: Ceremonia de coronación de la Reina y las Damas, durante esos días había desfiles de carrozas y comparsas, casitas criollas, competencias, juegos, disfraces, etc., incluyendo los diferentes concursos.
- 29 de junio, Día de San Pedro: Concursos de carrozas, comparsas, disfraces, amazonas, carrozas artísticas, máscaras, jinetes y bailes. Las diferentes comparsas de animación que recorrían las calles eran las siguientes (durante el día).

Hoy en día se desarrolla una temporada sanjuanera que comienza el 30 de mayo (día de San Fernando) y se extiende hasta el 6 de junio que culmina con el baile de la galleta.

## Gobierno local
La municipalidad está regida por la Asamblea Municipal del Poder Popular de Trinidad, cuyo presidente o sea el alcalde, es actualmente Tania Gutiérrez Fontanills. Esta asamblea, aunque cuenta con independencia legal y jurídica para asuntos locales, se subordina a la Asamblea Provincial y al Parlamento de la República.

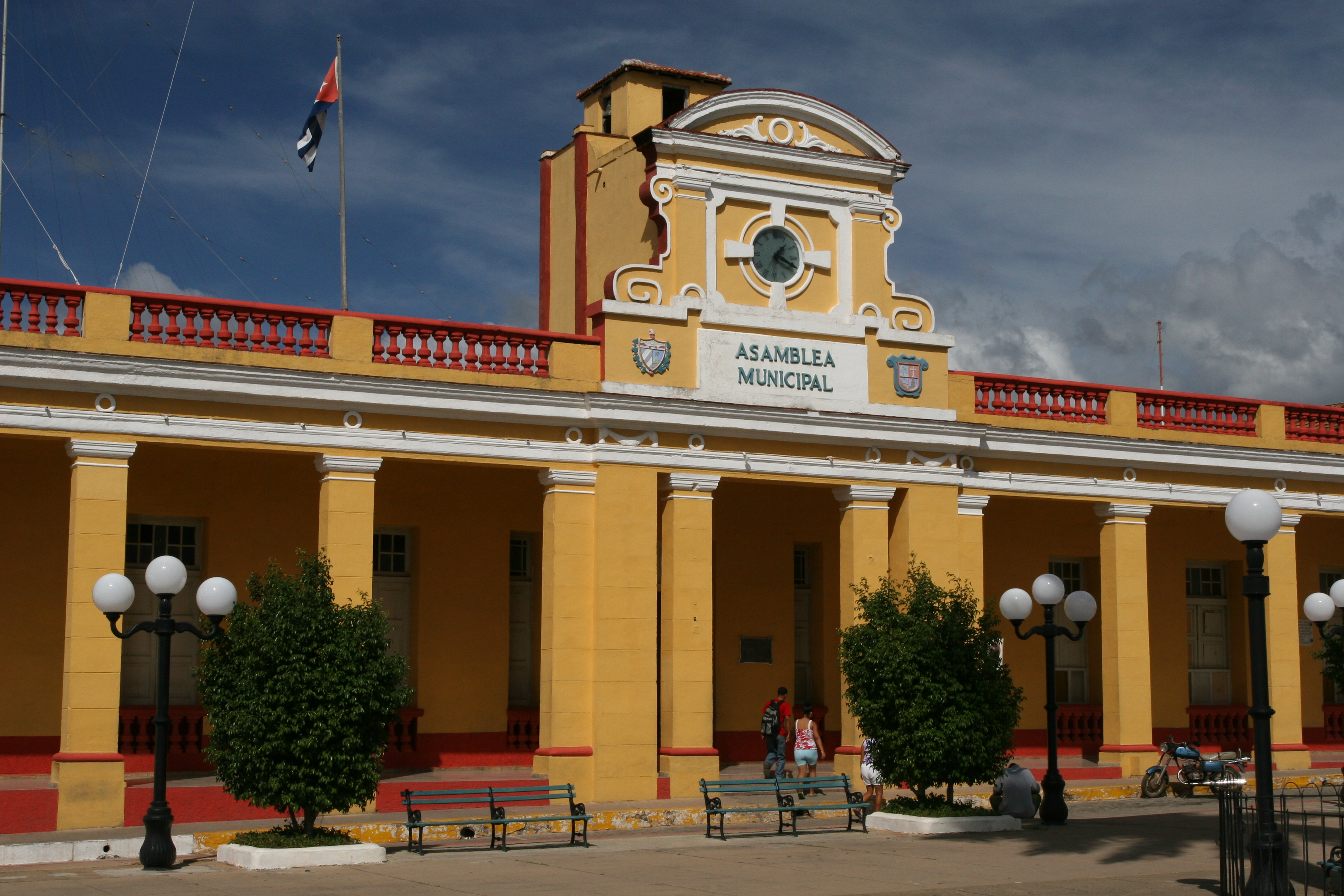
Sede de la Asamblea Municipal.

Este órgano de poder local está compuesto por 117 delegados, votados cada cinco años medio mediante sufragio universal, estos representan al electorado de 14 Consejos Populares, los que a su vez se subdividen en 117 circunscripciones. Las labores fundamentales del gobierno municipal se enmarcan en las subvenciones agrícolas, los impuestos, ahorro de energía, limpieza, etc.
La Asamblea aprueba al Consejo de la Administración y al Intendente, quienes tienen en sus manos los principales objetivos de trabajo aprobados.

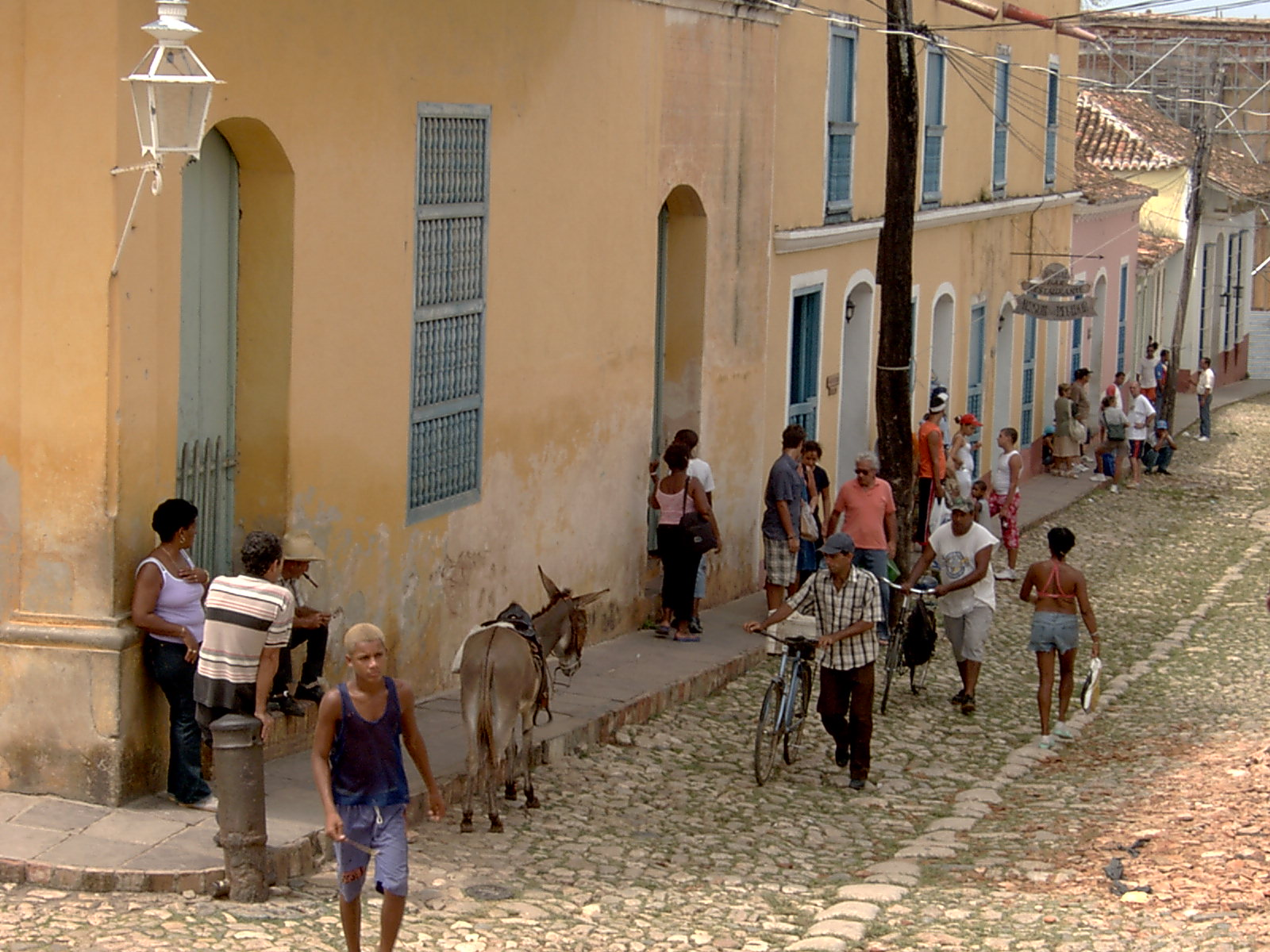
Una calle de Trinidad.

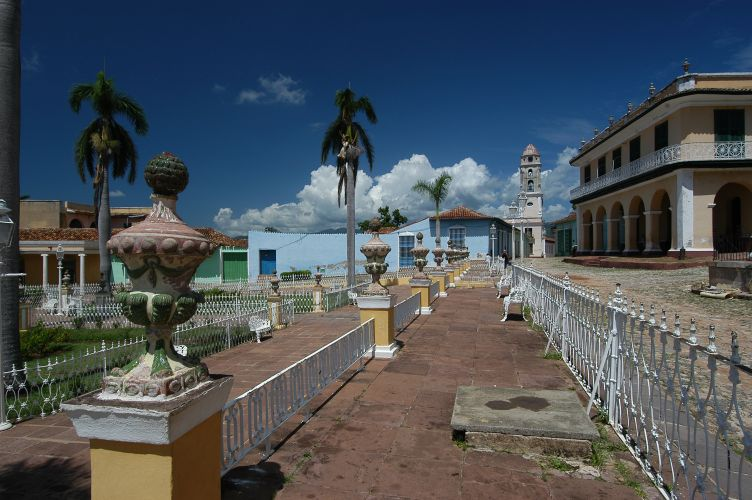
Plaza colonial.

## Lugares de interés

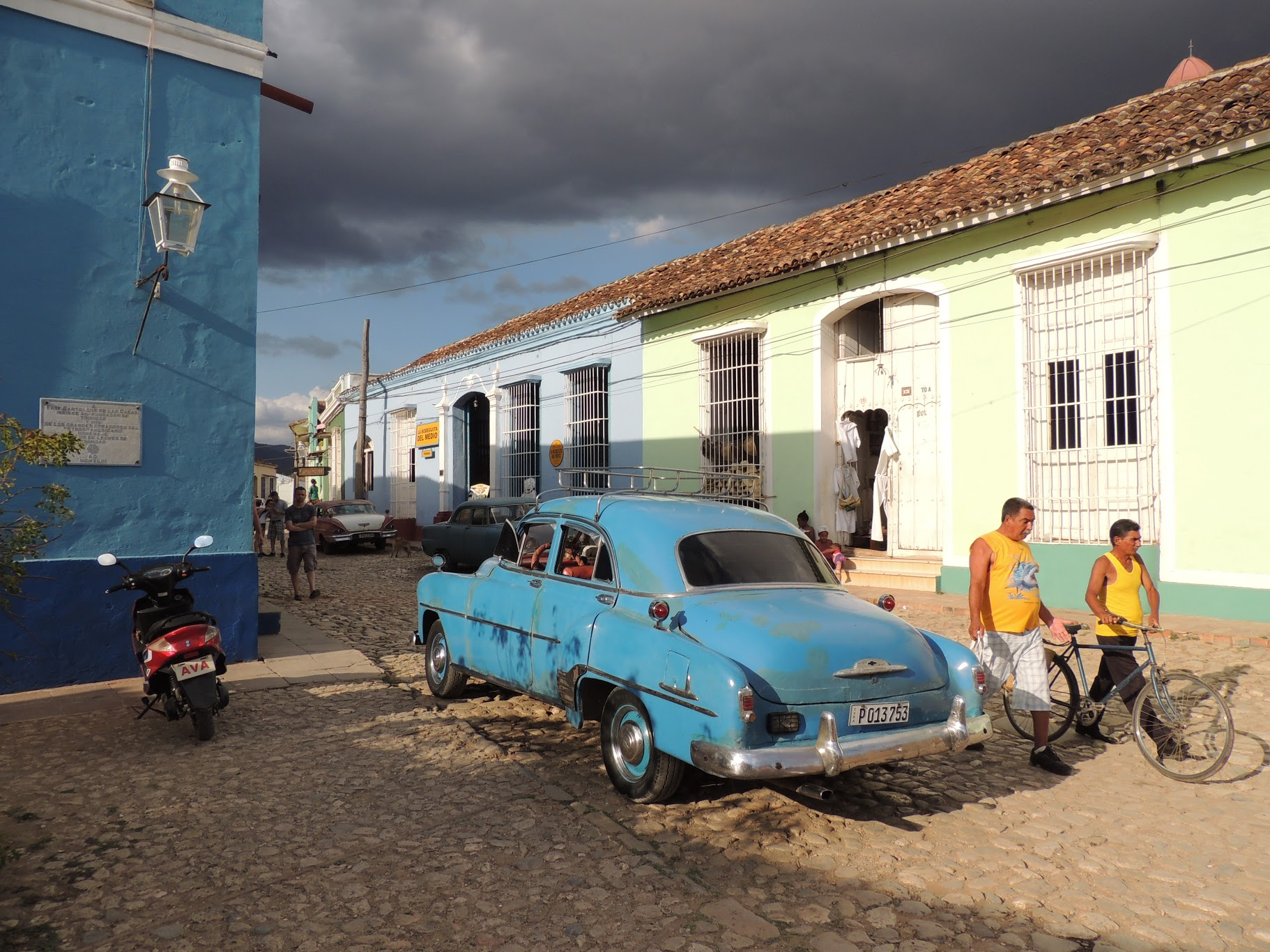
Calle del centro histórico de Trinidad.

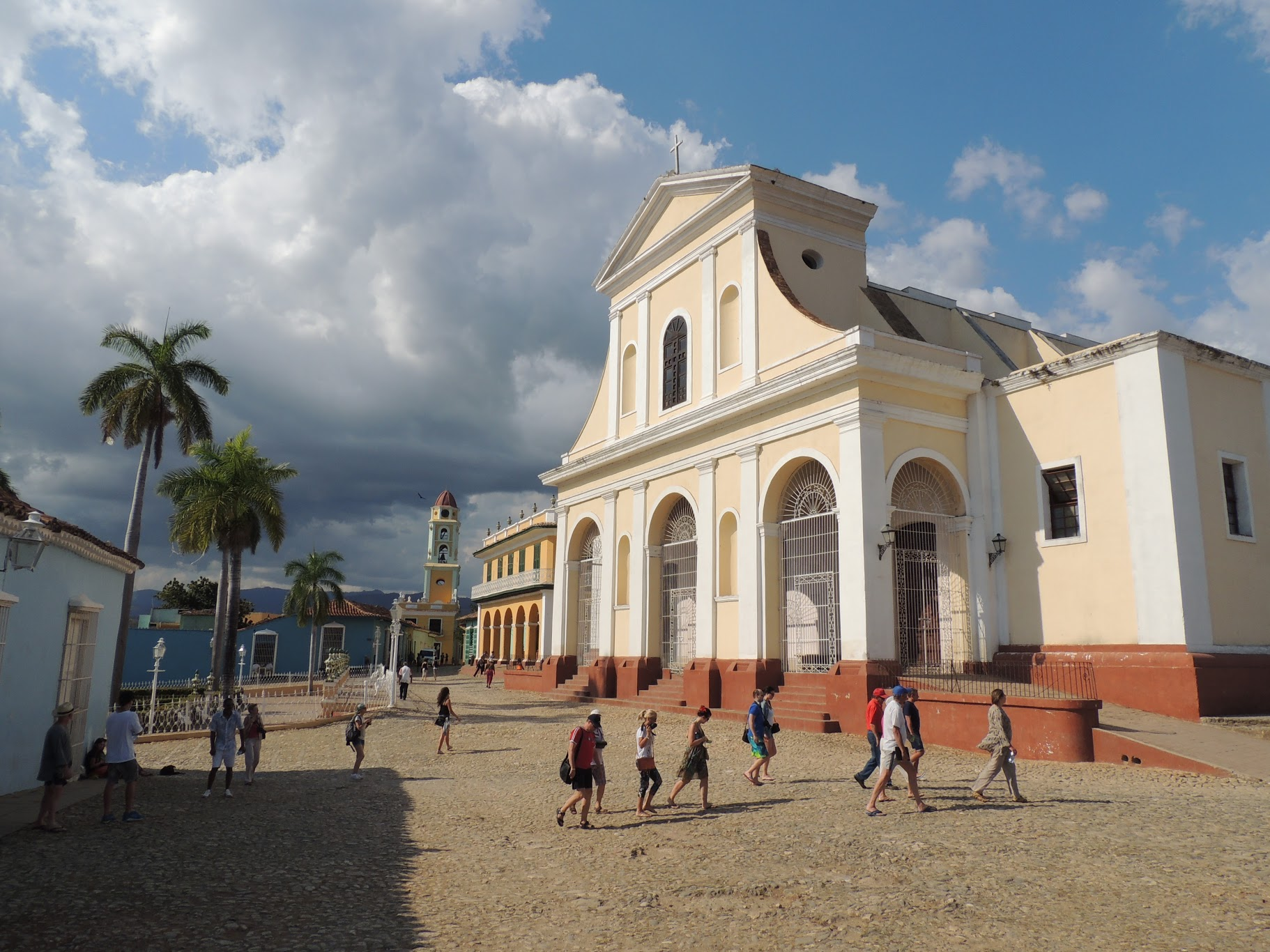
La Iglesia de la Santísima Trinidad y el Museo Romántico, frente a la Plaza Mayor de Trinidad.

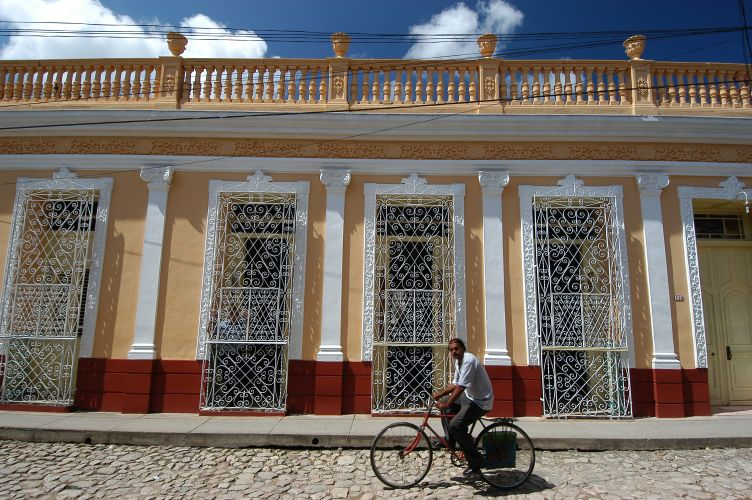
Casa privada Patrimonio de la UNESCO.

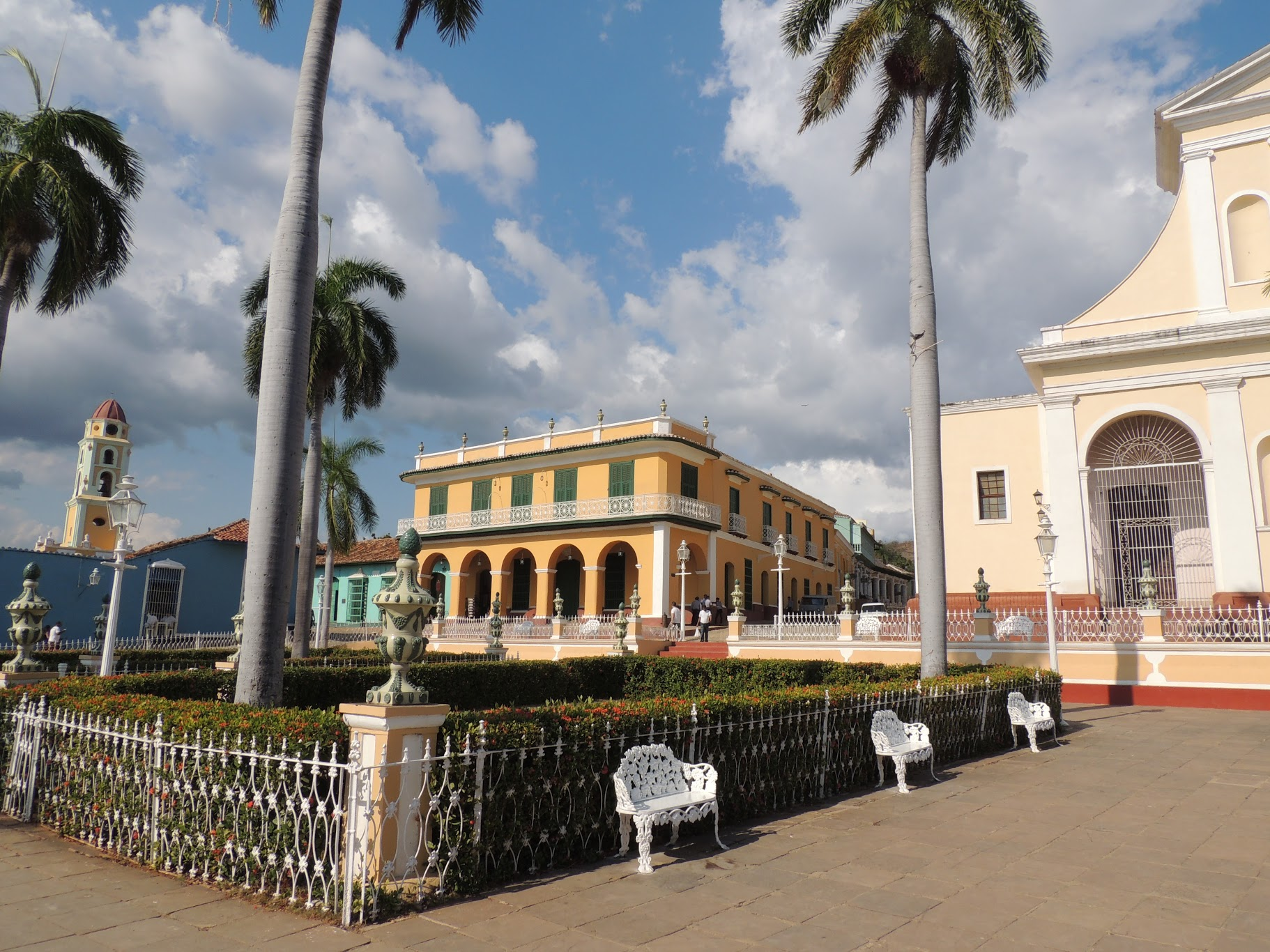
Plaza Mayor de Trinidad.

## Economía

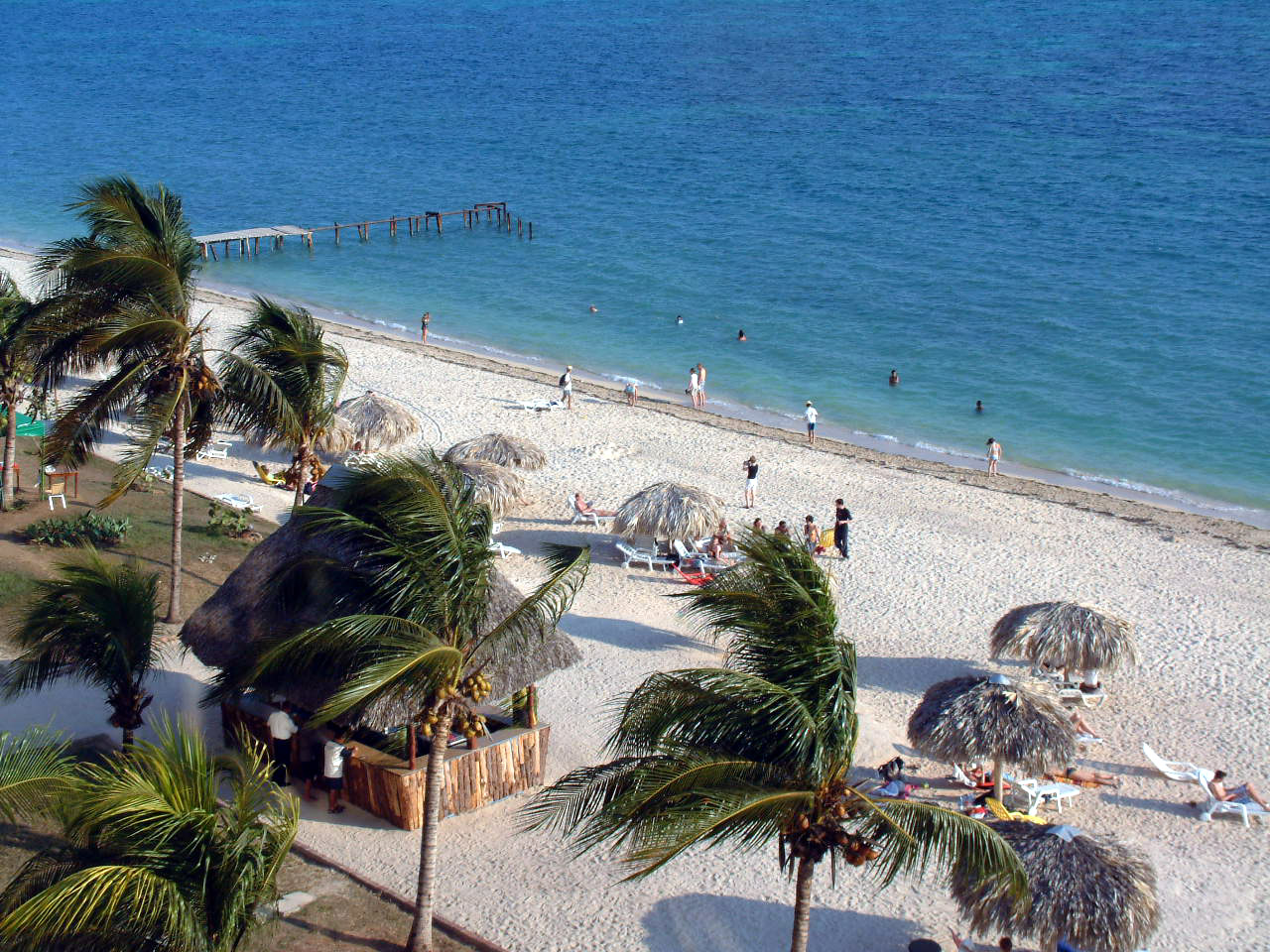
Playa Ancón.